# سلطانبکوو
سلطانبکوو (به لاتین: Sultanbekovo) یک منطقهٔ مسکونی در روسیه است که در باشقیرستان واقع شده‌است.